# Karl Johan Åström
Karl Johan Åström (Svédország, Östersund, 1934. augusztus 5. –) svéd villamosmérnök. Szakterülete az irányítástechnika.
1957-ben szerzett mérnöki diplomát, majd 1960-ban PhD-fokozatot matematikából és irányítástechnikából a Királyi Műszaki Intézetben (Kungliga Tekniska högskolan). 1965-től 1999-ig a Lundi Egyetemen volt tagja az Irányítástechnikai Tanszéknek. 2002 óta a Santa Barbarai Kaliforniai Egyetemen Kiváló Vendégprofesszor. 
Tagja az Institute of Electrical and Electronics Engineersnek, alelnöke a Svéd Királyi Mérnöki Akadémiának, a tagja Svéd Királyi Tudományos Akadémiának, tagja az amerikai Nemzeti Mérnöki Akadémiának, valamint tiszteleti tagja a Magyar Tudományos Akadémiának.

## Publikációi
Könyvei
- 1970. Introduction to Stochastic Control. Academic Press, 1970; Dover, 2006.
- 1989. Adaptive Control. With B Wittenmark. Addison-Wesley, 1989.
- 1996. Computer-controlled Systems, Theory and Design. With B Wittenmark. Prentice Hall, 1996; Dover, 2011. (IFAC Textbook award for first edition, 1993)
- 2005. Advanced PID Control. With T Hägglund. ISA, 2005.
- 2008. Feedback Systems: An Introduction for Scientists and Engineers. With R. Murray. Princeton University Press, 2008. (IFAC Textbook award, 2011)

Publikációk
- KJ Åström, B Wittenmark. "On self-tuning regulators," Automatica, vol. 9, pp. 185–199, 1973.

## Díjai
- IEEE Medal of Honor: 1993
- IEEE Donald G. Fink Prize Paper Award: 1989